# Fischers zeggegalmug
De fischers zeggegalmug (Planetella fischeri) is een muggensoort uit de familie van de galmuggen (Cecidomyiidae). De wetenschappelijke naam van de soort is voor het eerst geldig gepubliceerd in 1867 door Frauenfeld.